# Найпростіші вибухові речовини
Найпростіші вибухові речовини (рос. простейшие взрывчатые вещества, англ. simple explosives, simple blasting agents; нім. gewöhnliche Sprengstoffe, Sprengstoffe einfachster Zusammensetzung) — спільна назва вибухових сумішей на основі амонійної селітри з дизельним пальним, які відрізняються простотою виготовлення з вибухобезпечних компонентів безпосередньо на гірничому підприємстві (динамони, ігданіт).
Застосовують як на відкритих, так і на підземних гірничих роботах. Найпростіші вибухові речовини є одними з найбільш економічних промислових ВР.